# 제시카 스미스 (쇼트트랙 선수)
제시카 스미스(영어: Jessica Smith, 1983년 10월 14일~)는 미국의 쇼트트랙 선수이자 전 인라인 스피드 스케이팅 세계 챔피언이다.